# Modrinjak
Modrinjak je priimek več znanih Slovencev:
- Dragiša Modrinjak (1935—2011), fotograf, kronist mesta Maribor in okolice
- Maja Modrinjak, fotografinja
- Štefan Modrinjak (1774—1827), rimslokatoliški duhovnik in pesnik